# Sección (teoría de categorías)

es una retracción de. es una sección de.

En la teoría de categorías, una rama de las matemáticas, una sección es el inverso derecho de algún morfismo. Dualmente, una retracción es la inversa izquierda de algún morfismo. En otras palabras, si {\displaystyle f:X\to Y} y {\displaystyle g:Y\to X} son morfismos cuya composición {\displaystyle f\circ g:Y\to Y} es el morfismo de identidad en {\displaystyle Y}, entonces {\displaystyle g} es una sección de {\displaystyle f}, y {\displaystyle f} es una retraccion de {\displaystyle g}. 
Cada sección es un monomorfismo (cada morfismo con una inversa a la izquierda es cancelable hacia la izquierda), y cada retracción es un epimorfismo (cada morfismo con una inversa hacia la derecha es cancelable hacia la derecha).
En álgebra, las secciones también se denominan monomorfismos divididos y las retracciones también se denominan epimorfismos divididos. En una categoría abeliana, si {\displaystyle f:X\to Y} es un epimorfismo dividido con monomorfismo dividido {\displaystyle g:Y\to X}, entonces {\displaystyle X} es isomorfo a la suma directa de {\displaystyle Y} y el núcleo de {\displaystyle f} . El sinónimo corretracción de sección se ve a veces en la literatura, aunque rara vez en trabajos recientes.

## Propiedades
- Una sección que también es un epimorfismo es un isomorfismo. Dualmente una retracción que también es un monomorfismo es un isomorfismo.

## Terminología
El concepto de retracción en la teoría de categorías proviene de la noción esencialmente similar de retracción en topología: {\displaystyle f:X\to Y} dónde {\displaystyle Y} es un subespacio de {\displaystyle X} es una retracción en el sentido topológico, si es una retracción del mapa de inclusión {\displaystyle i:Y\hookrightarrow X} en el sentido de la teoría de categorías. El concepto de topología fue definido por Karol Borsuk en 1931. 
El alumno de Borsuk, Samuel Eilenberg, fue junto con Saunders Mac Lane el fundador de la teoría de categorías y (dado que las primeras publicaciones sobre teoría de categorías se referían a varios espacios topológicos) uno podría haber esperado que este término se hubiera utilizado inicialmente. De hecho, sus publicaciones anteriores, hasta, por ejemplo, Homology de Mac Lane (1963), utilizaban el término inversa derecha. No fue hasta 1965, cuando Eilenberg y John Coleman Moore acuñaron el término dual "corretracción", que el término de Borsuk fue elevado a la teoría de categorías en general.  El término corretracción dio paso al término sección a finales de los años 1960.
Tanto el uso de inversa izquierda/derecha como de sección/retracción se ven comúnmente en la literatura: el primer uso tiene la ventaja de que es familiar por la teoría de semigrupos y monoides; Algunos consideran que este último es menos confuso porque no es necesario pensar en "qué dirección tomar" la composición, un problema que se ha vuelto mayor con la creciente popularidad del sinónimo f;g de g∘f. 

## Ejemplos
En la categoría de conjuntos, todo monomorfismo (función inyectiva) con dominio no vacío es una sección, y todo epimorfismo (función sobreyectiva) es una retracción; esta última afirmación equivale al axioma de elección.
En la categoría de espacios vectoriales sobre un campo K, cada monomorfismo y cada epimorfismo se divide; esto se desprende del hecho de que los mapas lineales se pueden definir de forma única especificando sus valores sobre una base.
En la categoría de grupos abelianos, el epimorfismo Z → Z /2 Z que envía cada número entero a su resto módulo 2 no se divide; de hecho, el único morfismo Z /2 Z → Z es el mapa cero. De manera similar, el monomorfismo natural Z /2 Z → Z /4 Z no se divide, aunque exista un morfismo no trivial Z /4 Z → Z /2 Z.
El concepto categórico de sección es importante en álgebra homológica, y también está estrechamente relacionado con la noción de sección de un haz de fibras en topología: en este último caso, una sección de un haz de fibras es una sección del mapa de proyección del haz del haz de fibras.
Dado un espacio cociente {\displaystyle {\bar {X}}} con mapa de cociente {\displaystyle \pi \colon X\to {\bar {X}}}, una sección de {\displaystyle \pi } se llama transversal.